# Гребля Ваді-Ал-Джизі
Гребля Ваді-Ал-Джизі (Wadi Al Jizi) — інженерна споруда на півночі Оману.
У другій половині 20 століття зростання населення Оману та розширення поливного землеробства почало призводити до виснаження водоносних горизонтів, що на тлі пустельного клімату були головним джерелом прісної води в країні. Як наслідок, розробили програму їх поповнення шляхом спорудження численних гребель, які б утримували воду під час короткочасних дощів. Передбачається лише короткострокове (щоб запобігти істотним втратам від випаровування) зберігання води у створених греблями водосховищах, при цьому її поступово випускають до тимчасового водотоку (ваді) в режимі, що має забезпечити максимальне всотування води в алювіальні породи русла.
П'ятою та однією з найбільших за розмірами водосховища греблею такого типу стала завершена в 1989 році споруда у Ваді-Ал-Джизі (за два десятки кілометрів на захід від Сухару). Долину ваді перекрили спорудою, яка включає:
- центральну земляну греблю довжиною 835 метрів та середньою висотою 7,5 метра (максимальна висота 20,4 метра);
- розташовану праворуч бетонну водопереливну споруду завдовжки 184 метри з пропускною здатністю 4700 м3 за секунду;
- розташовану ліворуч бетонну водопереливну споруду завдовжки 278 метрів із пропускною здатністю 3100 м3 за секунду. Вона призначена для роботи у випадку особливо великого притоку води та має висоту гребеня на 1,8 метра вище, аніж у лівобережної водопереливної ділянки.
Гребля здатна утримувати 5,4 млн м3 води.
Для випуску води до нижньої ділянки русла ваді також передбачений сталевий водовід діаметром 1,5 метра.
За три кілометри нижче за течією облаштована споруда для розподілу води по ваді, ширина якої по виходу з гір значно зростає. Вона складається з низенької греблі в головному руслі (довжина 243 метри, висота 3,7 метра) та каналу, який розводить воду по всій ширині долини.